# 蔡雲翰
蔡雲翰（1390年—？），原名蒲，字九節，江西南安府大庾縣人，明朝政治人物。

## 生平
江西鄉試第十二名舉人，宣德五年（1430年）庚戌科二甲第四名進士。授工部主事，謫平樂府通判，任鄉試同考官，所取多名士。歷福建按察司僉事。謝事歸。

## 家族
曾祖蔡德榮；祖父蔡文興；父蔡義彰，稅課司大使。
子蔡辛，舉鄉試。

## 著作
曾修《南安府志》。